# Donkosaken

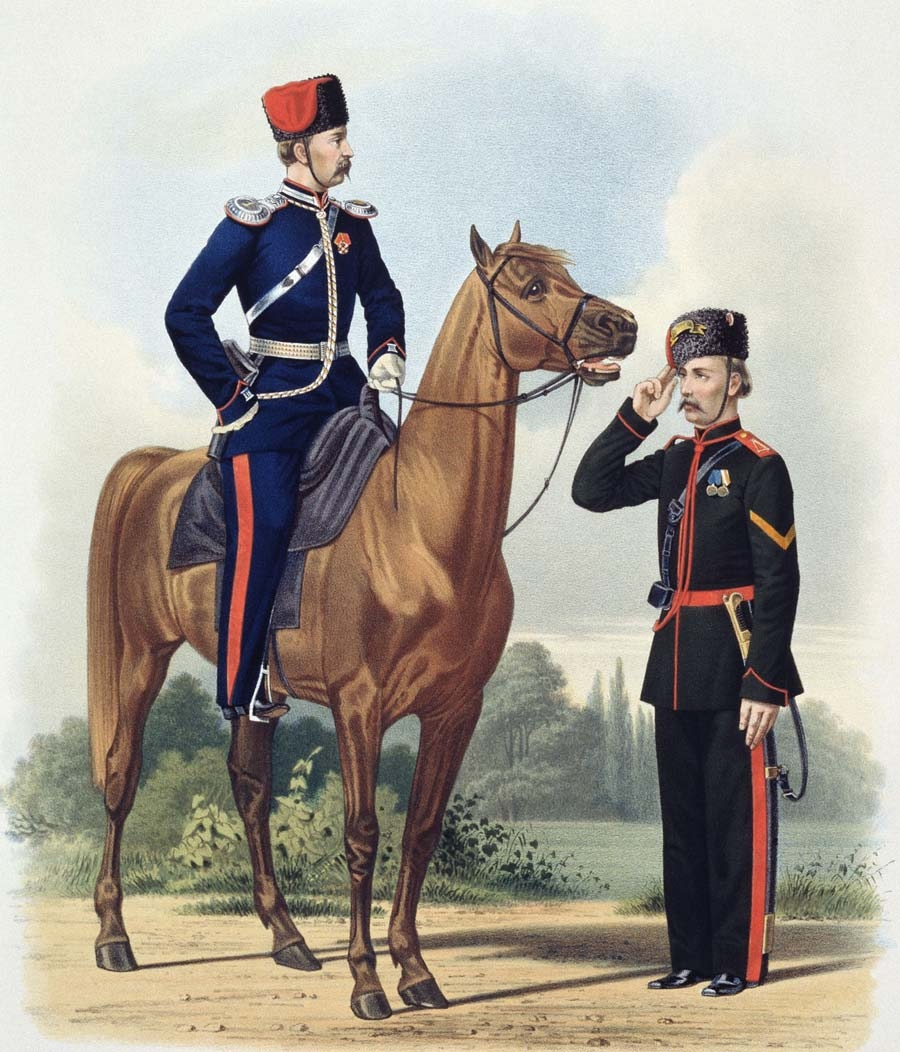
Donkosaken in der russischen Armee, 1867

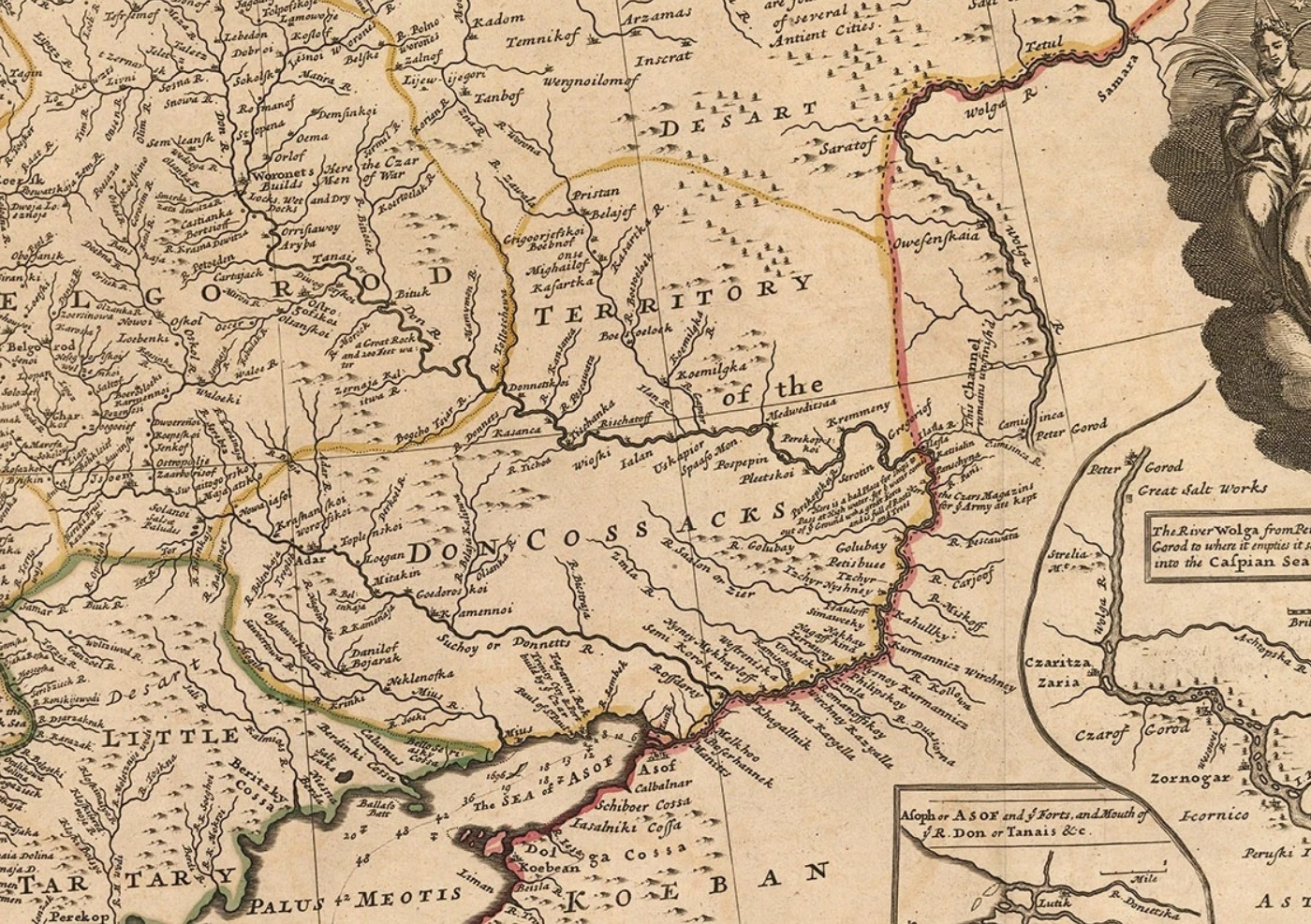
Territorium der Donkosaken - Herman Moll 1715

Das Gebiet des Donkosakenheeres im Russischen Kaiserreich, 1833

Die Donkosaken und das Don-Kosakenheer (russisch: донско́е каза́чье во́йско) stammen aus der zahlenmäßig größten Untergruppe der Kosaken. Um 1920 umfassten die Kosaken des Don ungefähr eine Million Menschen. Das Kosaken-Heer wurde in den 1570er Jahren gegründet und im Jahre 1918 aufgelöst. Nach 1990 entwickelte sich im heutigen Russland eine Kosakenrenaissance, die sich auch auf die Don-Kosaken auswirkte und zu einer Reaktivierung des Don-Kosakenheeres führte.

## Geschichte
Die Donkosaken bildeten sich ab dem 15. Jahrhundert als Wehrbauern gegen die Tataren. Sie lebten am Don und seinen Nebenflüssen Medwediza, Chopjor, Siwerskyj Donez und Scherebez. Das Land war bei ihnen Gemeinschaftsbesitz (Allmende). Die Donkosaken waren an der russischen Kolonisation Sibiriens ab dem 16. Jahrhundert beteiligt. Der höchste militärische Rang bei den Donkosaken ist der eines (gewählten) Atamans.

Flagge der Donkosaken:
Blau steht für das Volk der Donkosaken
Gelb für das Volk der Kalmücken
Rot für Russen

## Kriegseinsätze und Aufstände

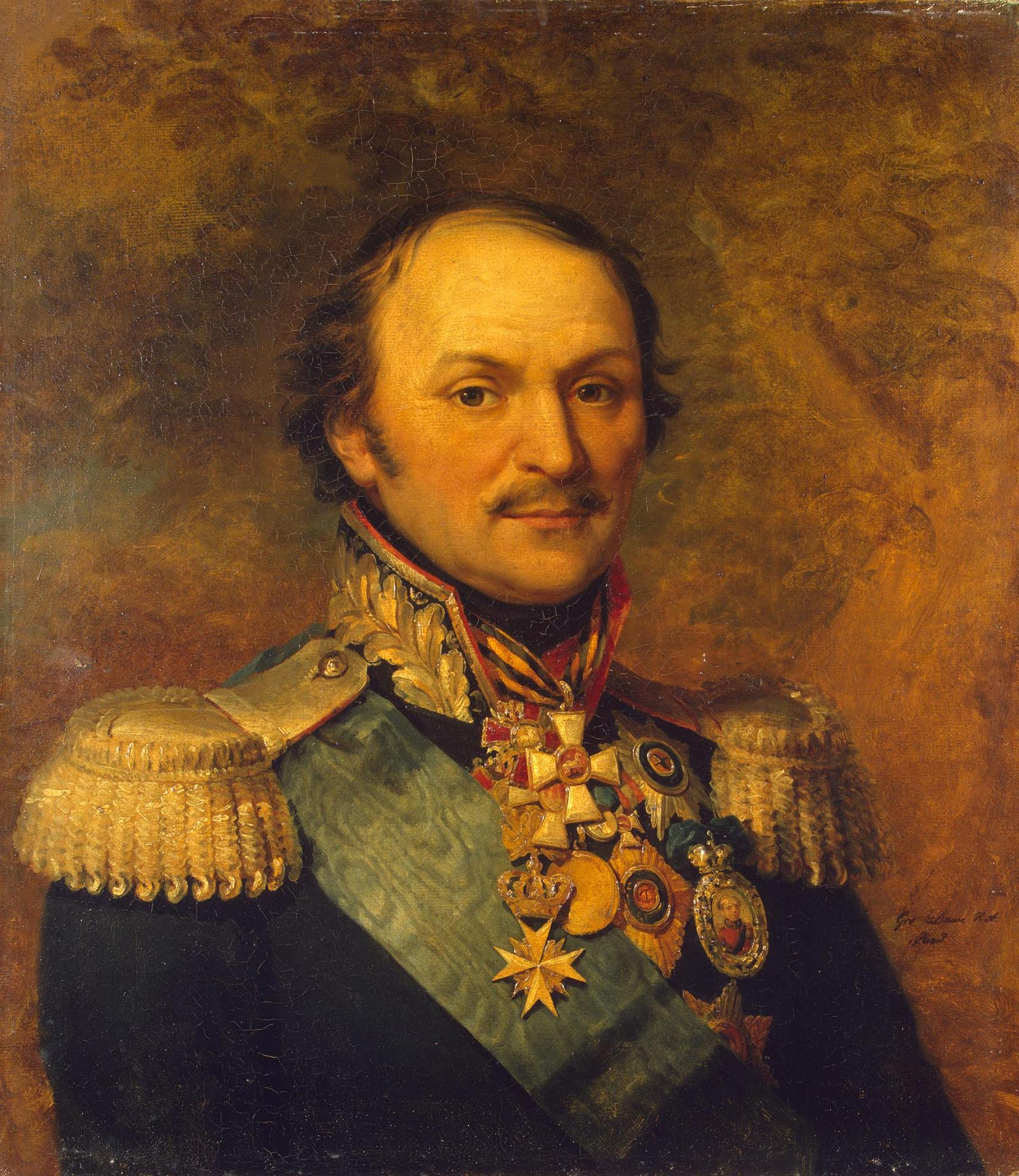
General Graf Matwej Iwanowitsch Platow

1641 eroberten die Donkosaken vorübergehend die osmanische Festung Asow am Unterlauf des Don. In den Jahren 1670 bis 1671 erhoben sich die Donkosaken unter Ataman Stenka Rasin zu einem großen Aufstand gegen den Zaren, der ihrer Ansicht nach ihre Freiheitsrechte beschnitten hatte. Der Aufstand wurde schließlich niedergeschlagen. Am Ende des 17. Jahrhunderts beteiligten sich die Donkosaken auf russischer Seite an den Krim- und den Asowfeldzügen. Im 18. Jahrhundert spielten sie eine bedeutende Rolle in den siegreichen russischen Kriegen gegen das Osmanische Reich. Um 1800 stellten sie 70.000 Kämpfer der russischen Armee in den Koalitionskriegen gegen Napoleon. Unter General Matwei Platow errangen sie mehrere bedeutende Siege gegen die Franzosen und ihre Verbündeten.
Der Widerstand der Donkosaken gegen die bolschewistische Machtübernahme 1917 (Oktoberrevolution) führte zu erbitterten Kämpfen während des Russischen Bürgerkriegs. Nach der Niederlage und der Auflösung des Don-Kosakenheeres kam es zu Repressionen der mehrheitlich auf der Seite der Weißen Armee gekämpft habenden Kosaken durch die Bolschewiki. Die Politik der Entkosakisierung, Massenerschießungen, Deportation, Emigration sowie die mit der Kollektivierung einhergehenden Hungersnöte haben dem Donkosakentum in der frühen Sowjetzeit einen schweren Schlag versetzt.

## Das Don-Kosakenheer im 21. Jahrhundert
Heute umfasst das Große Don-Heer nach einigen Angaben 156.000 Kosaken. Als russische Kombattanten waren sie sowohl im Kaukasus-Konflikt 2008 als auch im russisch-ukrainischen Krieg beteiligt.

## Belletristik
Der Roman Der stille Don des Literaturnobelpreisträgers Michail Scholochow gilt als ein epochales Werk über die Donkosaken in der Zeit des Russischen Bürgerkriegs.